# Алапаевск (станция)
Алапа́евск — узловая станция Свердловской железной дороги, на которой расположен железнодорожный вокзал города Алапаевска Свердловской области. Входит в Екатеринбургский центр организации работы железнодорожных станций ДЦС-2 Свердловской дирекции управления движением. Располагается на пересечении направлений на Нижний Тагил, Егоршино, Серов. Линии на всех направлениях однопутные. Направления на Нижний Тагил и Егоршино электрифицированы постоянным током напряжением 3кВ, на Серов действует тепловозная тяга.

## Инфраструктура
Здание вокзала и пассажирская платформа расположены у 1 (главного) пути станции. Путевое развитие состоит из 12 приёмо-отправочных путей, путей локомотивного депо, вагонного эксплуатационного депо ВЧДЭ-16 и грузовой контейнерной площадки. Для перехода на противоположную сторону станции имеется пешеходный путепровод. К станции примыкает ответвление с Алапаевского металлургического завода, а также имеется связь с подъездными путями завода «Стройдормаш», Алапаевского ДОКа и Алапаевской узкоколейной железной дороги.

## Пассажирское движение
Станция принимает по две пары электропоездов из Нижнего Тагила: первый следует далее, на Егоршино, для последнего станция является конечной. Обе пары пригородных поездов следуют в направлении Егоршина и далее на Екатеринбург, две пары в направлении Серова до станций Предтурье и Сосьва-Новая (три раза в неделю). Движение пассажирских поездов в дальнем и местном сообщении по станции не осуществляется с 2010 года.